# Kyrkesviken

Kyrkesviken ligger i Grundsunda socken i landskapet Ångermanland, nordöstra Sverige. 
Det första tecken på mänsklig bebyggelse stammar från 1200-talet. Fornlämningarna från denna tid består bland annat av rester från något som man tror kan vara en kyrka och en spirallabyrint. Då man har funnit mynt från handel med bland annat Svear och Götar antas denna plats ha varit en handelsplats från denna tid. Handelsplatsen verkar dock ha blivit övergiven under 1300-talet.
Det finns också kvar lämningar från början av 1700-talet i form av en så kallad Ryssugn. Då landhöjningen sedan denna tid är ca 15 meter ligger fornlämningarna en bit upp i skogen med utsikt över dagens vik.
Det finns ett fåtal sommarstugor belägna runt Kyrkesviken. Snickaren John Edlund och Bertil Berglund uppförde i mitten av 1950-talet de två första av dessa stugor.